# أسامة الدبيسي
أسامة دخيل الدبيسي (مواليد 28 نوفمبر 2000) هو لاعب كرة قدم سعودي.

## مسيرة اللاعب
لعب في نادي أحد و أعير إلى نادي الذهب ونادي الأنصار.